# Eustegasta robinsoni
Eustegasta robinsoni är en kackerlacksart som beskrevs av Lucien Chopard 1958. Eustegasta robinsoni ingår i släktet Eustegasta och familjen jättekackerlackor.
Artens utbredningsområde är Komorerna. Inga underarter finns listade i Catalogue of Life.